# Alejandro
Alejandro ist ein männlicher Vorname und die spanische Form des Vornamens Alexander, zur Bedeutung siehe dort.

## Namensträger
- Alejandro Agag (* 1970), spanischer Unternehmer und Politiker (PP)
- Alejandro Núñez Allauca (* 1943), peruanischer Komponist
- Alejandro Cercas Alonso (* 1949), spanischer Politiker (PSOE)
- Alejandro Alonso (* 1982), argentinischer Fußballspieler
- Alejandro Álvarez (1868–1960), chilenischer Jurist, Diplomat und Richter
- Alejandro Amenábar (* 1972), chilenisch-spanischer Filmregisseur, Drehbuchautor und Komponist
- Alejandro Atchugarry (1952–2017), uruguayischer Politiker
- Alejandro Bedoya (* 1987), US-amerikanischer Fußballspieler
- Alejandro Berrio (* 1976), kolumbianischer Boxer
- Alejandro Cárdenas (* 1974), mexikanischer Leichtathlet
- Alejandro Cardona (* 1959), costa-ricanischer Komponist, Filmemacher und Gitarrist
- Alejandro Casañas (* 1954), kubanischer Hürdensprinter
- Alejandro Castro Espín (* 1965), kubanischer Politiker und Militär
- Alejandro Castro Fernández (Jandro; * 1979), spanischer Fußballspieler
- Alejandro Carvajal (* 1973), chilenischer Poolbillardspieler
- Alejandro Cortés (Radsportler) (* 1977), kolumbianischer Radrennfahrer
- Alejandro Dhers (* 1952), argentinischer Künstler und Fotograf
- Alejandro Dolina (* 1945), argentinischer Moderator, Musiker und Schriftsteller
- Alejandro Domínguez Escoto (* 1961), mexikanischer Fußballspieler
- Alejandro Damián Domínguez (* 1981), argentinischer Fußballspieler
- Alejandro Falla (* 1983), kolumbianischer Tennisspieler
- Alejandro Finisterre (1919–2007), spanischer Dichter, Schriftsteller und Erfinder
- Alejandro Gaete (* 1986), chilenischer Fußballspieler
- Alejandro García Caturla (1906–1940), kubanischer Komponist
- Alejandro Hernández (Eishockeyspieler) (* 1991), spanischer Eishockeyspieler
- Alejandro González Iñárritu (* 1963), mexikanischer Filmregisseur, Drehbuchautor und Filmproduzent
- Alejandro Jodorowsky (* 1929), chilenischer Regisseur, Schauspieler und Autor
- Alejandro Goic Karmelic (* 1940), chilenischer Geistlicher, Bischof von Rancagua
- Alejandro Gómez (Leichtathlet) (1967–2021), spanischer Langstreckenläufer
- Alejandro Gómez (* 1988), argentinischer Fußballspieler, siehe Papu Gómez
- Alejandro Gómez (Tennisspieler) (* 1991), kolumbianischer Tennisspieler
- Alejandro Gómez Monteverde (* 1977), mexikanischer Filmregisseur
- Alejandro Grimaldo (* 1995), spanischer Fußballspieler
- Alejandro Agustín Lanusse (1918–1996), argentinischer Militär und Politiker, de facto Präsident 1971 bis 1973
- Alejandro Lembo (* 1978), uruguayischer Fußballspieler
- Alejandro Lerroux (1864–1949), spanischer Politiker
- Alejandro Lococo (* 1991), argentinischer Freestyle-Rapper, Streamer und Pokerspieler
- Alejandro Luna (1939–2022), mexikanischer Beleuchter und Bühnenbildner
- Alejandro Gertz Manero (* 1939), mexikanischer Politiker
- Alejandro Maclean (1969–2010), spanischer Kunstflugpilot und Filmproduzent
- Alejandro Magariños Cervantes (1825–1893), uruguayischer Politiker, Schriftsteller, Hochschullehrer und Rechtsanwalt
- Alejandro Mon Menéndez (1801–1882), spanischer Rechtswissenschaftler und Politiker
- Alejandro Moreno (* 1979), venezolanischer Fußballspieler
- Alejandro O’Reilly (1723–1794), spanischer Kolonialgouverneur
- Alejandro Otero (Künstler) (1921–1990), venezolanischer Künstler und Kulturveranstalter
- Alejandro Pedraz (* 1990), spanischer Eishockeyspieler
- Alejandro Enrique Planchart (1935–2019), US-amerikanischer Musikwissenschaftler, Dirigent und Komponist
- Alejandro Pozuelo (* 1991), spanischer Fußballspieler
- Alejandro Ramírez (Sänger) (* 1946), kolumbianischer Sänger (Tenor)
- Alejandro Ramírez (Schachspieler) (Alejandro Tadeo Ramírez Álvarez; * 1988), costa-ricanischer Schachspieler
- Alejandro Ramírez Calderón (* 1981), kolumbianischer Radrennfahrer
- Alejandro Robaina (1919–2010), kubanischer Tabakpflanzer
- Alejandro Sanz (* 1968), spanischer Popmusiker
- Alejandro Scopelli (1908–1987), argentinisch-italienischer Fußballspieler und -trainer
- Alejandro Sinibaldi (1825–1896), guatemaltekischer Politiker, Präsident 1885
- Alejandro Suárez Martín (* 1974), spanischer Fußballspieler
- Alejandro Rodríguez de Miguel (* 1991), spanischer Fußballspieler
- Alejandro Tobar (1907–1975), kolumbianischer Komponist und Violinist
- Alejandro Toledo (* 1946), peruanischer Wirtschaftswissenschaftler und Politiker, Präsident 2001 bis 2006
- Alejandro de Tomaso (1928–2003), argentinischer Rennfahrer und Unternehmer
- Alejandro Ulloa senior (1910–2004), spanischer Schauspieler, Synchron- und Filmregisseur
- Alejandro Ulloa junior (1926–2002), spanischer Kameramann
- Alejandro Valverde (* 1980), spanischer Radrennfahrer
- Alejandro Daniel Wolff (* 1956), US-amerikanischer Diplomat
- Alejandro Woss y Gil (1856–1932), dominikanischer Politiker, Präsident 1885 bis 1887 und 1903

### Familienname
- Carlos Federico Díaz-Alejandro (1937–1985), kubanisch-US-amerikanischer Ökonom
- Iván Alejandro (* 1988), spanischer Fußballspieler
- Kevin Alejandro (* 1976), US-amerikanischer Schauspieler

### Künstlername
- Edesio Alejandro (1958–2025), kubanischer Musiker und Komponist
- Rauw Alejandro (* 1993), puerto-ricanischer Latin-Pop-Sänger

### Spitzname
- Alejandro, Führer der peruanischen Organisation Movimiento Revolucionario Tupac Amaru, siehe Peter Cárdenas Schulte